# Những người còn sót lại
Những người còn sót lại (tiếng Anh: The Last of Us) là một bộ phim truyền hình thuộc thể loại hậu tận thế của Hoa Kỳ do Craig Mazin và Neil Druckmann thực hiện. Dựa trên trò chơi điện tử cùng tên ra mắt năm 2013 do Naughty Dog phát triển, bộ phim lấy bối cảnh 20 năm sau khi một đợt nhiễm nấm hàng loạt do đột biến ở chi Cordyceps gây ra đại dịch toàn cầu. Sự lây nhiễm khiến nạn nhân biến thành những sinh vật ăn thịt đồng loại giống như thây ma. Bộ phim kể về Joel (Pedro Pascal), một kẻ buôn lậu được giao nhiệm vụ hộ tống cô gái tuổi teen Ellie (Bella Ramsey) qua một nước Mỹ hậu tận thế. Các diễn viên khách mời bao gồm Nico Parker trong vai Sarah, con gái của Joel, Gabriel Luna trong vai Tommy, em trai của Joel, Merle Dandridge trong vai thủ lĩnh kháng chiến Marlene và Anna Torv trong vai Tess, đối tác buôn lậu của Joel.
Bộ phim được cho là sản phẩm truyền hình lớn nhất trong lịch sử Canada, được quay trên khắp Alberta từ tháng 7 năm 2021 đến tháng 6 năm 2022. Đây là loạt phim của HBO đầu tiên dựa trên trò chơi điện tử và là sản phẩm chung của Sony Pictures Television, PlayStation Productions, Naughty Dog, the Mighty Mint và Word Games. Phần đầu tiên bao gồm 9 tập được viết bởi Druckmann, người đã viết và đồng đạo diễn trò chơi và Mazin. Âm nhạc được soạn bởi Gustavo Santaolalla, người đã soạn nhạc cho trò chơi và David Fleming.
The Last of Us được công chiếu vào ngày 15 tháng 1 năm 2023. Phim nhận được sự hoan nghênh từ giới phê bình cho diễn xuất, biên kịch, thiết kế sản xuất và nhạc phim; một số gọi nó là chuyển thể live-action hay nhất của một trò chơi điện tử. Trên truyền hình và HBO Max, tập 1 đã có 4,7 triệu người xem vào ngày ra mắt — con số lớn thứ 2 của HBO kể từ năm 2010 — và hơn 22 triệu trong vòng 12 ngày. Vào tháng 1 năm 2023, loạt phim đã được gia hạn thêm mùa thứ 2.

## Nội dung
Bộ phim lấy bối cảnh giả tưởng vào thời kỳ 20 năm sau tận thế. Một loại virus biến dị bởi chủng nấm ký sinh màng não (Cordyceps Brain Infection – CBI) gây ra dịch bệnh thế kỷ. Những người bị nhiễm bệnh sẽ biến thành quái vật ăn thịt đồng loại. Chủng virus này đã khiến hơn 60% dân số trên trái đất biến mất trong những năm đầu bùng nổ dịch. 20 năm kể từ ngày thảm họa xuất hiện, thế giới rơi vào tăm tối và thảm khốc. Trong bối cảnh đó, những người còn sống sót đều mang trong mình nỗi mất mát không nguôi. Họ phải ngày ngày chứng kiến sự ra đi của đồng loại, vừa phải tìm cách đấu tranh để sinh tồn. Joel là nhân vật chính của phim, ông là người cha đơn thân, vừa bận rộn với công việc vừa chăm lo cho con gái Sarah. Tuy nhiên, đại dịch nổ ra đã cướp đi Sarah, người mà Joel luôn yêu thương và bảo vệ. 20 năm trôi qua, Joel chưa giây phút nào quên nỗi đau mất con. Joel sinh tồn trong thế giới đau thương và khắc nghiệt đó bằng cách trở thành một tay buôn lậu tàn nhẫn, xảo quyệt. Và rồi, định mệnh đưa anh gặp và đồng hành cùng cô bé Ellie.
Nhân vật Ellie Williams có thể xem là chìa khóa then chốt giúp thế giới xóa tan đại dịch. Cô bé là người duy nhất không bị biến đổi sau khi bị zombie cắn. Điều này chứng tỏ cơ thể Ellie có khả năng miễn nhiễm với nấm Cordyceps. Người chịu trách nhiệm hộ tống Ellie đến phòng thí nghiệm để điều chế thuốc giải là Joel. Từ đây, hành trình sinh tồn của hai chú cháu bắt đầu.

## Diễn viên

### Diễn viên chính
- Pedro Pascal trong vai Joel, một người sống sót tuổi trung niên, người bị dày vò bởi đau thương trong quá khứ. Joel được giao nhiệm vụ buôn lậu một cô gái trẻ tên Ellie ra khỏi khu vực cách ly và đi khắp nước Mỹ. Khác với trò chơi, đòi hỏi Joel phải có những khả năng gần như siêu phàm để cho phép người chơi phát triển, trong phim, Joel dễ bị tổn thương hơn vì bị khó nghe ở một bên tai do di chứng và đầu gối bị đau khi đứng[7].
- Bella Ramsey trong vai Ellie, một cô gái 14 tuổi bướng bỉnh nhưng luôn giữ bí mật về mối quan hệ họ hàng và thân thế. Cô miễn nhiễm với việc nhiễm trùng Cordyceps và có thể là chìa khóa để tạo ra vắc-xin[7].

### Diễn viên phụ
- Nico Parker trong vai Sarah, con gái của Joel[7].
- John Hannah trong vai Tiến sĩ Neuman, một nhà dịch tễ học đưa ra cảnh báo về mối đe dọa đại dịch từ nấm trong một talk-show năm 1968.[7]
- Merle Dandridge trong vai Marlene, người đứng đầu Fireflies, một tổ chức nổi loạn để chống lại quân đội với khát vọng thành lập lại một chính phủ mới. Theo thời gian, dưới sự dẫn dắt của Marlene, Fireflies dần chiếm thế thượng phong và giành được quyền kiểm soát tại rất nhiều khu vực cách ly, bao gồm cả thành phố Salt Lake, nơi sau này đã trở thành trụ sở chính của họ. Marlene vốn là một người bạn của mẹ Ellie, đồng thời cũng là người đã giao nhiệm vụ cho Joel hộ tống cô bé đến thành phố này.[7]
- Josh Brener trong vai người dẫn chương trình talk-show năm 1968.[7]
- Christopher Heyerdahl trong vai Tiến sĩ Schoenheiss, một nhà dịch tễ học xuất hiện trong talk-show năm 1968, người hoài nghi về lời cảnh báo của Neuman.[7]
- Brendan Fletcher trong vai Robert, một tên côn đồ và buôn bán vũ khí ở chợ đen trong Khu cách ly Boston.[7]
- Anna Torv trong vai Tess, một người sống sót và là cộng sự buôn lậu của Joel.[7]
- Gabriel Luna trong vai Tommy, em trai của Joel và là một cựu quân nhân duy trì chủ nghĩa lý tưởng với hy vọng về một thế giới tốt đẹp hơn.[7]
- Christine Hakim trong vai Tiến sĩ Ratna, giáo sư nấm học tại Đại học Indonesia, người đề xuất chính phủ đánh bom Jakarta để làm chậm sự lây lan của dịch bệnh.[8]
- Murray Bartlett trong vai Frank, một người sống sót sống trong một thị trấn biệt lập với Bill.[7]
- Nick Offerman trong vai Bill, một người sống sót sống cùng Frank.[7]
- Melanie Lynskey trong vai Kathleen, thủ lĩnh phong trào cách mạng ở thành phố Kansas.[7]
- Lamar Johnson trong vai Henry, người đang lẩn trốn những tên theo phong trào cách mạng ở Thành phố Kansas cùng với em trai Sam.[7]
- Keivonn Woodard trong vai Sam, một đứa trẻ khiếm thính, yêu hội họa, bị săn đuổi bởi những nhà cách mạng bạo lực cùng với anh trai Henry.[7]
- Graham Greene trong vai Marlon, chồng của Florence sống ở vùng hoang dã Wyoming.[7]
- Elaine Miles trong vai Florence, vợ của Marlon.[7]
- Rutina Wesley trong vai Maria, thủ lĩnh của một khu định cư ở Jackson, Wyoming.[7]
- Storm Reid trong vai Riley Abel, một cô gái mồ côi lớn lên ở Boston hậu tận thế.[7]
- Scott Shepherd trong vai David, một nhà thuyết giáo đứng đầu giáo phái ăn thịt người.[7]
- Troy Baker trong vai James, thành viên cấp cao của một nhóm người định cư. Trong phiên bản gốc, anh lồng tiếng cho nhân vật Joel.[7]
- Jeffrey Pierce trong vai Perry, một kẻ nổi loạn trong khu cách ly.[7]
- Ashley Johnson trong vai Anna, mẹ của Ellie. Trong phiên bản gốc, cô lồng tiếng cho nhân vật Ellie.[7]

## Tập phim
| TT. | Tiêu đề                            | Đạo diễn       | Biên kịch                    | Ngày phát hành gốc  | Người xem tại tại Mỹ (triệu) |
| --- | ---------------------------------- | -------------- | ---------------------------- | ------------------- | ---------------------------- |
| 1 | "When You're Lost in the Darkness" | Craig Mazin    | Craig Mazin & Neil Druckmann | 15 tháng 1 năm 2023 | 0.588                        |
| Năm 2003, một loại virus biến dị bởi chủng nấm ký sinh màng não trở thành đại dịch toàn cầu, Joel bỏ trốn cùng con gái Sarah và em trai Tommy; Sarah bị giết bởi một người lính. 20 năm sau, Joel sống trong khu cách ly Boston do Cơ quan Ứng phó Thảm họa Liên bang (FEDRA) quản lý, làm nghề buôn lậu cùng với đối tác của mình, Tess. Khi Tommy không liên lạc được với họ từ Wyoming, họ mua ắc quy ô tô từ tên môi giới Robert, nhưng đã bị lừa khi anh ta bán nó cho Fireflies, một nhóm nổi dậy chống lại FEDRA. Trong khi cố gắng lấy nó, Joel và Tess phát hiện ra Marlene, thủ lĩnh của Fireflies, người đã cầu xin họ đưa Ellie đến Tòa nhà Bang Massachusetts để đổi lấy một chiếc xe tải đang hoạt động. Trong khi lẻn ra ngoài, cả 3 bị bắt bởi một người lính, người sau đó phát hiện Ellie dương tính. Joel giết người lính và Ellie tuyên bố mình miễn nhiễm. |                                    |                |                              |                     |                              |
| 2 | "Infected"                         | Neil Druckmann | Craig Mazin                  | 22 tháng 1 năm 2023 | 0.633                        |
| Hai ngày trước khi dịch bệnh bùng phát, tại Jakarta, một nhà nấm học biết về đại dịch sắp xảy ra và khuyên chính phủ nên đánh bom thành phố để ngăn chặn lây lan. Ở hiện tại, Ellie giải thích với Joel và Tess rằng cô đang được đưa về phía tây với hy vọng được sử dụng để tìm ra phương pháp chữa trị. Phát hiện ra con đường dẫn đến nhà Quốc Hội tràn ngập người bị nhiễm bệnh, họ đi ngang qua một bảo tàng, nơi họ bị tấn công bởi những tên lây nhiễm mù được gọi là "clickers"; bản thân Ellie bị cắn. Họ đến nhà Quốc Hội nhưng tất cả nhóm Fireflies đã chết. Tess tiết lộ cô đã bị cắn, trong khi vết cắn của Ellie bắt đầu lành lại, chứng tỏ khả năng miễn dịch của Ellie. Joel bắn một con bị nhiễm bệnh, điều này sẽ cảnh báo cả bầy đến vị trí của chúng. Tess thuyết phục Joel trốn thoát cùng Ellie trong khi cô ở lại, cho nổ tung tòa nhà và tự sát cùng với đám đông. |                                    |                |                              |                     |                              |
| 3 | "Long Long Time"                   | Peter Hoar     | Craig Mazin                  | 29 tháng 1 năm 2023 | 0.747                        |
| Ở hiện tại, Joel và Ellie làm theo chỉ dẫn cuối của Tess và đi bộ đường dài để gặp các đồng minh Bill và Frank. Trên hành trình, Joel cho Ellie biết về việc chính phủ hành quyết những người vô tội trong những ngày đầu bùng phát dịch bệnh. Trong đoạn hồi tưởng về năm 2007, Frank tình cờ đến khu nhà của người sống sót mắc chứng hoang tưởng Bill, người đã đưa anh ta vào và cả 2 hình thành mối quan hệ tốt. Vài năm sau, Frank liên lạc với Tess qua đài phát thanh và họ bắt đầu có một tình bạn bền vững. Ở hiện tại, Frank bị tàn tật vì một căn bệnh thoái hóa và yêu cầu Bill kết liễu anh ta sau khi họ kết hôn, nhưng Bill, vì không muốn sống thiếu Frank, cũng tự sát. Joel và Ellie đến một lúc sau. Họ phát hiện ra một lá thư mà Bill để lại cho Joel, ông cho biết bảo vệ Frank là điều khiến cuộc sống của Bill có ý nghĩa sau khi dịch bệnh bùng phát. Bill để lại cho Joel chiếc xe tải và nguồn cung cấp vũ khí. Joel lấy xe tải để tìm Tommy, và Ellie tham gia cùng Joel.                        |                                    |                |                              |                     |                              |
| 4 | "Please Hold My Hand"              | Jeremy Webb    | Craig Mazin                  | 5 tháng 2 năm 2023  | TBD                          |
| Đi qua Missouri trên đường đến Wyoming, Joel và Ellie đi tắt qua đống đổ nát của Thành phố Kansas và bị bọn cướp phục kích. Joel giết được 2 người trong số họ, nhưng kẻ thứ 3 đã khống chế được và suýt bóp cổ Joel đến chết trước khi Ellie cứu khi dùng súng bắn chết hắn. Nhiều tên cướp khác, do Kathleen cầm đầu, tìm thấy các thi thể; Kathleen tin Joel và Ellie có liên hệ với một người đàn ông tên Henry mà cô đang săn lùng, đã ra lệnh truy lùng. Chỉ huy thứ 2 của Kathleen, Perry đã tìm thấy bằng chứng về việc người nhiễm bệnh đào hang vào thành phố, nhưng Kathleen ra lệnh cho anh ta giấu nó cho đến khi tìm thấy Henry. Joel tìm thấy một tòa nhà cao tầng, nơi ông và Ellie quyết định ngủ qua đêm cho đến khi tìm được đường ra khỏi Thành phố Kansas. Họ thức dậy và thấy Henry và em trai Sam đang chĩa súng vào họ. |                                    |                |                              |                     |                              |
| 5 | "Endure and Survive"               | Jeremy Webb    | Craig Mazin                  | 12 tháng 2 năm 2023 | 0.382                        |
| Sau cuộc đụng độ giữa Henry và Sam với Joel và Ellie, Henry đề xuất có thể giúp tất cả thoát khỏi thành phố bằng đường hầm dưới lòng đất; Joel ngập ngừng đồng ý. Henry thừa nhận với Joel đã phải chịu trách nhiệm về việc bắt và giết anh trai Kathleen để đổi lấy thuốc chữa bệnh bạch cầu cho Sam. Sau khi rời khỏi đường hầm, cả nhóm bị tấn công bởi một tay súng bắn tỉa. Joel giết hắn nhưng phát hiện hắn từng làm việc với Kathleen, người nhanh chóng đến với lực lượng phiến quân sau đó. Khi Kathleen chuẩn bị giết Henry, một đám đông thây ma chui lên mặt đất, bao gồm cả một "Bloater" lớn giết chết Perry và thây ma Clicker nhí giết chết Kathleen. Sam cho Ellie thấy cậu đã bị cắn bởi một thây ma. Ellie cố dùng máu của mình để chữa lành vết thương cho Sam. Sáng hôm sau, Sam trong trạng thái bị nhiễm bệnh tấn công Ellie, buộc Henry phải giết Sam. Nhận ra những gì mình đã làm, Henry tự sát. Joel và Ellie chôn cất họ và tiếp tục cuộc hành trình.                                            |                                    |                |                              |                     |                              |
| 6 | "Kin"                              | Jasmila Žbanić | Craig Mazin                  | 19 tháng 2 năm 2023 | 0.841                        |
| Ba tháng sau cái chết của Henry và Sam, Joel và Ellie đến Jackson, Wyoming, nơi Joel đoàn tụ với Tommy. Tommy và vợ Maria đang mong có một đứa con. Joel tâm sự với Tommy về khả năng miễn dịch của Ellie và tình trạng tinh thần sa sút của bản thân. Joel yêu cầu Tommy đưa Ellie đến tổ chức Fireflies vì ông sợ mình không thể giữ an toàn cho Ellie. Ellie tình cờ nghe được họ và đối chất với Joel, sau đó ông quyết định họ sẽ chia tay nhau. Vào buổi sáng, Joel đổi ý sau khi nhớ đến con gái mình, và họ cưỡi ngựa đến Colorado. Họ phát hiện ra rằng Fireflies đã rời khỏi căn cứ của họ, có thể chuyển đến một bệnh viện ở Utah. Joel và Ellie cố gắng thoát khỏi một nhóm cướp. Một tên trong nhóm cướp tấn công Joel; Joel giết hắn nhưng bị đâm vào bụng. Joel và Ellie thoát khỏi sự truy đuổi của chúng. Sau đó, Joel gục xuống ngựa. |                                    |                |                              |                     |                              |
| 7 | "Left Behind"                      | Liza Johnson   | Neil Druckmann               | 26 tháng 2 năm 2023 | 1.083                        |
| Ellie và Joel bị thương trú ẩn trong một ngôi nhà bỏ hoang. Khi Joel cận kề cái chết, ông thúc giục Ellie rời bỏ mình. Cô nhớ lại quãng thời gian học ở trường quân sự FEDRA, nơi cô học cùng người bạn thân Riley Abel. Trong khi Ellie gây rắc rối và đánh nhau với bạn cùng trang lứa, Riley đã bỏ trốn và mất tích 3 tuần. Riley lẻn vào phòng ký túc xá của họ và tiết lộ với Ellie rằng cô ấy đã tham gia Fireflies. Cô đưa Ellie đến một trung tâm mua sắm bỏ hoang, nơi họ khám phá một gian hàng chụp ảnh, khu trò chơi điện tử và vòng quay ngựa gỗ. Riley nói với Ellie rằng Fireflies đã chỉ định cô vào một vị trí ở Atlanta, và đó là đêm cuối cùng của cô ở Boston. Trong khi Ellie ban đầu khó chịu, cô đã thuyết phục Riley ở lại và họ hôn nhau. Một tên nhiễm bệnh tấn công họ và Ellie đã giết được, nhưng cả 2 đều bị cắn trong lúc vật lộn. Trong nước mắt, họ quyết định ở bên nhau và chờ đợi sự lây nhiễm qua đi. Ở hiện tại, Ellie tìm thấy một chiếc kim khâu và bắt đầu khâu vết thương cho Joel. |                                    |                |                              |                     |                              |
| 8 | "When We Are in Need"              | Ali Abbasi     | Craig Mazin                  | 5 tháng 3 năm 2023  | 1.039                        |
| Trong khi đi săn để kiếm thức ăn cho Joel, người vẫn đang hồi phục, Ellie chạm trán với nhà thuyết giáo David và người thợ săn James. Cô đổi con nai vừa săn để lấy penicillin. David giải thích rằng anh đã tìm thấy Chúa sau ngày tận thế và hiện là thủ lĩnh của một nhóm những người sống sót. Anh ta tiết lộ kẻ đã đâm Joel là một thành viên trong nhóm đó. Ellie bỏ đi và tiêm penicillin cho Joel. Ngày hôm sau, Ellie phát hiện David đi cùng một nhóm người để tìm cách trả thù Joel. Cô chạy trốn để lôi kéo họ khỏi Joel nhưng bị bắt. Tại trại của David, anh ta tiết lộ đã cho nhóm của mình ăn thịt người. Trong khi đó, Joel tra tấn một số người của David để tiết lộ nơi ở của Ellie. David và James định giết Ellie nhưng cô đã giết James và trốn thoát. David truy lùng Ellie, nhưng cô ấy đã chế ngự được anh ta và giết anh ta bằng một con dao chặt thịt. Joel tìm thấy Ellie và họ ôm nhau rồi bỏ đi.                                                                                                |                                    |                |                              |                     |                              |
| 9 | "Look for the Light"               | Ali Abbasi     | Craig Mazin & Neil Druckmann | 12 tháng 3 năm 2023 | TBD                          |
| Khi sinh Ellie, Anna bị một tên nhiễm bệnh cắn và giết chết. Cô được tìm thấy bởi Marlene, người do dự giữa việc bắt Ellie và giết Anna, theo yêu cầu của Anna sau đó. Ở hiện tại, những người lính Fireflies bắt Ellie và đánh Joel bất tỉnh. Sau khi Joel tỉnh dậy trong bệnh viện, Marlene giải thích rằng các bác sĩ đang chuẩn bị phẫu thuật Ellie để tìm ra phương pháp chữa trị, nhưng nó sẽ giết chết Ellie. Marlene ra lệnh bắt Joel đi; tuy nhiên, Joel chống trả và giết chết hầu hết binh lính và bác sĩ phẫu thuật chính. Joel tìm thấy Ellie và rời bệnh viện. Marlene chặn họ lại, nói rằng vẫn còn thời gian để tìm cách chữa trị, nhưng Joel đã bắn chết cô. Khi Ellie tỉnh dậy, Joel nói dối cô ấy rằng Fireflies đã tìm thấy những người miễn dịch khác và không thể tạo ra phương pháp chữa trị. Khi họ đi bộ đến Jackson, Ellie bày tỏ cảm giác tội lỗi của người sống sót. Cô bắt Joel thề câu chuyện về Fireflies là sự thật. Cô sau đó chấp nhận lời thề của Joel.                                    |                                    |                |                              |                     |                              |

## Sản xuất

### Tuyển chọn diễn viên

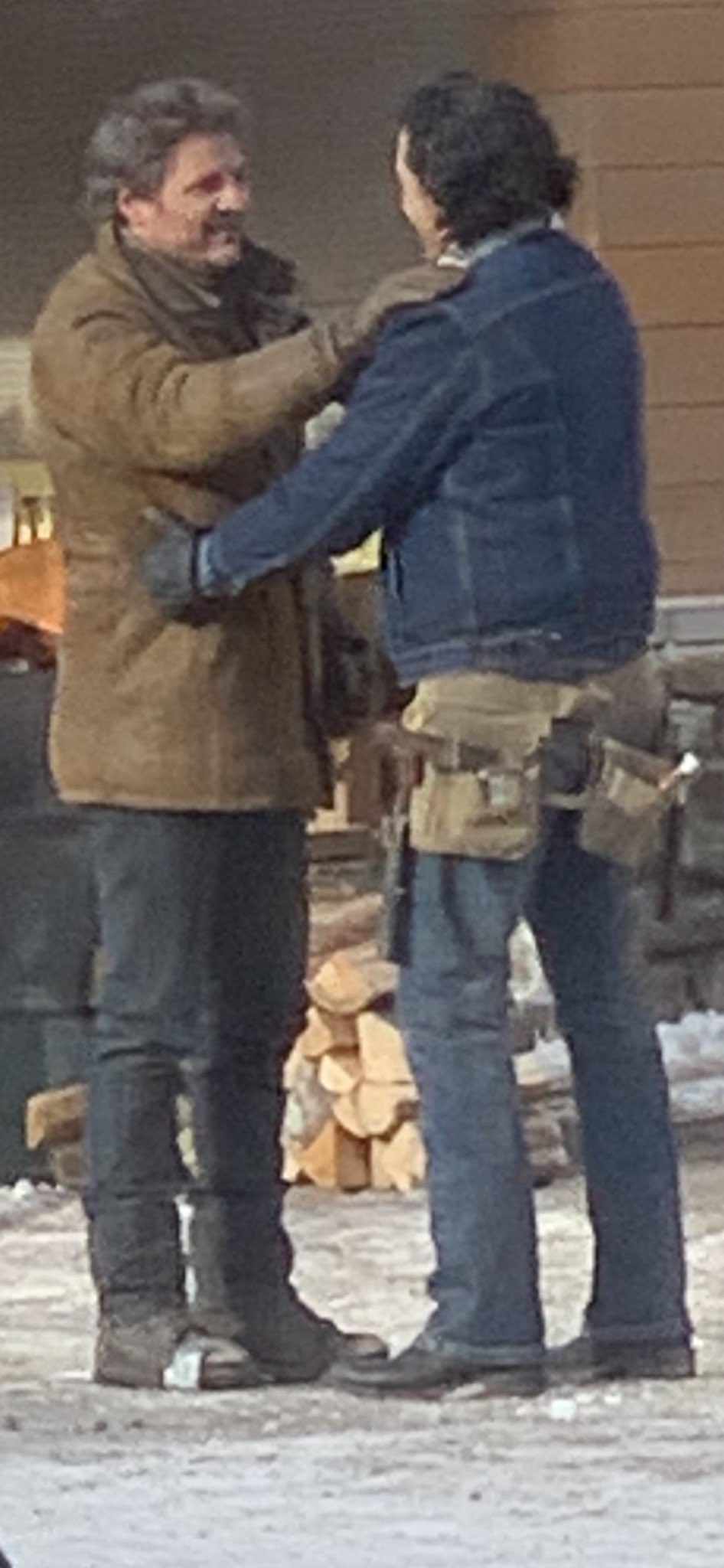
Pedro Pascal (trái) và Gabriel Luna (phải) trên trường quay ở Canmore, Alberta vào tháng 11 năm 2021

Quá trình casting được thực hiện qua Zoom, vào Ngày Quốc tế Phụ nữ 8 tháng 3 năm 2020, Druckmann xác nhận một số nhân vật trong trò chơi sẽ xuất hiện trong bộ phim, bao gồm Ellie, Riley, Tess, Marlene và Maria. Vào ngày 10 tháng 2 năm 2021, Pascal và Ramsey được chọn vào vai Joel và Ellie. Trước đó, có thông tin Mahershala Ali đã được mời đóng vai Joel sau khi Matthew McConaughey từ chối; The Hollywood Reporter lưu ý rằng Ali "đã đóng một vai" trong bộ phim, nhưng một thỏa thuận chưa bao giờ được hình thành. Bất kỳ nữ diễn viên nào được cân nhắc cho vai Ellie cho bộ phim chuyển thể bị hủy bỏ — chẳng hạn như Maisie Williams và Kaitlyn Dever — đã quá tuổi được cân nhắc vào thời điểm bộ phim được sản xuất, dẫn đến việc chọn lại các ứng viên. Các nhà sản xuất chủ yếu tìm kiếm những diễn viên có thể thể hiện cá nhân Joel và Ellie cũng như bắt chước mối quan hệ của họ.  Pascal và Ramsey không gặp nhau trước khi bắt đầu quay nhưng nhận thấy họ có sự ăn ý phát triển trong quá trình sản xuất.
Việc chọn Luna vào vai Tommy đã được công bố vào ngày 15 tháng 4 năm 2021, và Dandridge đã được xác nhận sẽ tiếp tục vai diễn Marlene của cô trong trò chơi điện tử vào ngày 27 tháng 5. Vào tháng 5, Classic Casting thông báo tuyển thêm diễn viên từ Calgary, Fort Macleod, High River và Lethbridge; bất kỳ ai trên 18 tuổi đều có thể đăng ký và những người có xe từ năm 1995 đến 2003 được khuyến nghị. Có thông báo rằng Parker đã được chọn vào vai Sarah vào ngày 30 tháng 6. Việc chọn Pierce, Bartlett và O'Neill vào vai Perry, Frank và Bill được công bố vào ngày 15 tháng 7, tiếp theo là Torv vào vai Tess vào ngày 22 tháng 7. Vào ngày 5 tháng 12 năm 2021, Bartlett tuyên bố Offerman sẽ xuất hiện với một vai gần giống với anh, 2 ngày sau, Offerman được thông báo sẽ đóng vai Bill, thay thế O'Neill, người buộc phải bỏ vai diễn do trùng lịch trình; Vào ngày 9 tháng 12, Žbanić tiết lộ dàn diễn viên của Greene, Miles và Wesley.
Reid được chọn vào vai Riley Abel được công bố vào ngày 14 tháng 1 năm 2022. Vào tháng 2, Mazin đã phát một cuộc gọi tuyển chọn một cậu bé từ 8–14 tuổi bị điếc, da đen và thông thạo Ngôn ngữ ký hiệu của Mỹ hoặc Ngôn ngữ ký hiệu của người Mỹ da đen; Nhà hát Deaf West xác nhận đây là phim dành cho nhân vật Sam, người sẽ xuất hiện trong 2 tập phim được quay vào tháng 3 và tháng 4. Vào tháng 6, Druckmann thông báo Baker và Ashley Johnson sẽ đóng vai chính trong loạt phim này; tên nhân vật của họ được tiết lộ vào tháng 12. Việc chọn Lamar Johnson và Woodard vào vai Henry và Sam đã được công bố vào tháng 8, cùng với thông báo chính thức về Greene và Miles trong vai Marlon và Florence. Việc chọn Lynskey vào vai Kathleen đã được công bố cùng với đoạn giới thiệu đầu tiên vào tháng 9, trong khi việc chọn Shepherd được tiết lộ trong đoạn giới thiệu đầu tiên vào tháng 12. Vai diễn Maria của Wesley được công bố vào ngày 9 tháng 1.

### Bối cảnh và dựng phim
Bộ phim được quay trong 200 ngày, với khoảng 18–19 ngày mỗi tập, tương đương 2–3 trang kịch bản mỗi ngày. Người quản lý giám sát địa điểm Jason Nolan bắt đầu công việc chuẩn bị cho loạt phim vào tháng 1 năm 2021, dẫn đầu một nhóm 115 người đã tìm và chuyển đổi hơn 180 địa điểm.  Do đại dịch COVID-19, dàn diễn viên và đoàn làm phim đã tự cách ly trong 2 tuần sau khi vào Canada. Ksenia Sereda tham gia quay phim cùng với Balagov, Mazin và Druckmann, Eben Bolter với Hoar và Webb, và Nadim Carlsen với Abbasi. Việc quay phim bắt đầu ở Calgary, Alberta, vào ngày 12 tháng 7, muộn hơn 1 tuần so với dự kiến ban đầu.
Việc quay phim ở High River và Fort Macleod diễn ra vào tháng 7, sau đó là Austin, Texas cho tập đầu tiên, trước khi chuyển đến Calgary vào tháng 8.  Khu cách ly Boston được xây dựng trong vài tháng gần Công viên Stampede. Phần việc của Balagov hoàn thành sản xuất vào ngày 30 tháng 8; sau đó ông rời dự án hoàn toàn. Phần việc của Hoar kết thúc vào ngày 5 tháng 10. Khoảng 372.000 CAD đã được chi cho một buổi quay 4 ngày ở Downtown Edmonton vào tháng 10, bao gồm cả tại Rice Howard Way và Tòa nhà Lập pháp Alberta. Quá trình quay phim diễn ra ở trung tâm thành phố Calgary và Beltline vào cuối tháng 10. Phần của Druckmann hoàn thành trước ngày 7 tháng 11. Vào tháng 11, quá trình sản xuất diễn ra ở Canmore, Alberta, sau đó là Jackson, Wyoming, và tại Đại học Mount Royal và Viện Công nghệ Nam Alberta (SAIT). Tập của Žbanić đã hoàn thành quá trình sản xuất vào ngày 9 tháng 12.
Vào tháng 1 năm 2022, Northland Village Mall ở phía tây bắc Calgary đã được trang trí để sản xuất. Quá trình quay phim diễn ra ở Công viên quốc gia Okotoks và Waterton Lakes vào tháng 2, và Đường mòn sân bay ở phía đông bắc Calgary đã đóng cửa trong 3 ngày vào tháng 3. Các tập phim của Webb được đưa vào sản xuất vào tháng 3 năm 2022 và tiếp tục cho đến khi kết thúc phần chụp ảnh chính vào tháng 6. Calgary được sử dụng để tái tạo Thành phố Kansas, Missouri vào tháng 3. Quá trình sản xuất tiếp tục ở Calgary vào tháng 4 và tháng 5, bao gồm xung quanh Trung tâm Tòa án Calgary, Kensington và Công viên Victoria, và chuyển đến Olds vào cuối tháng 5 và đầu tháng 6. Quá trình sản xuất kết thúc vào rạng sáng ngày 11 tháng 6, muộn hơn 2 ngày so với dự kiến ban đầu; Buổi quay phim chính diễn ra tại Thành phố Kansas vào ngày 4 tháng 10.

### Âm nhạc

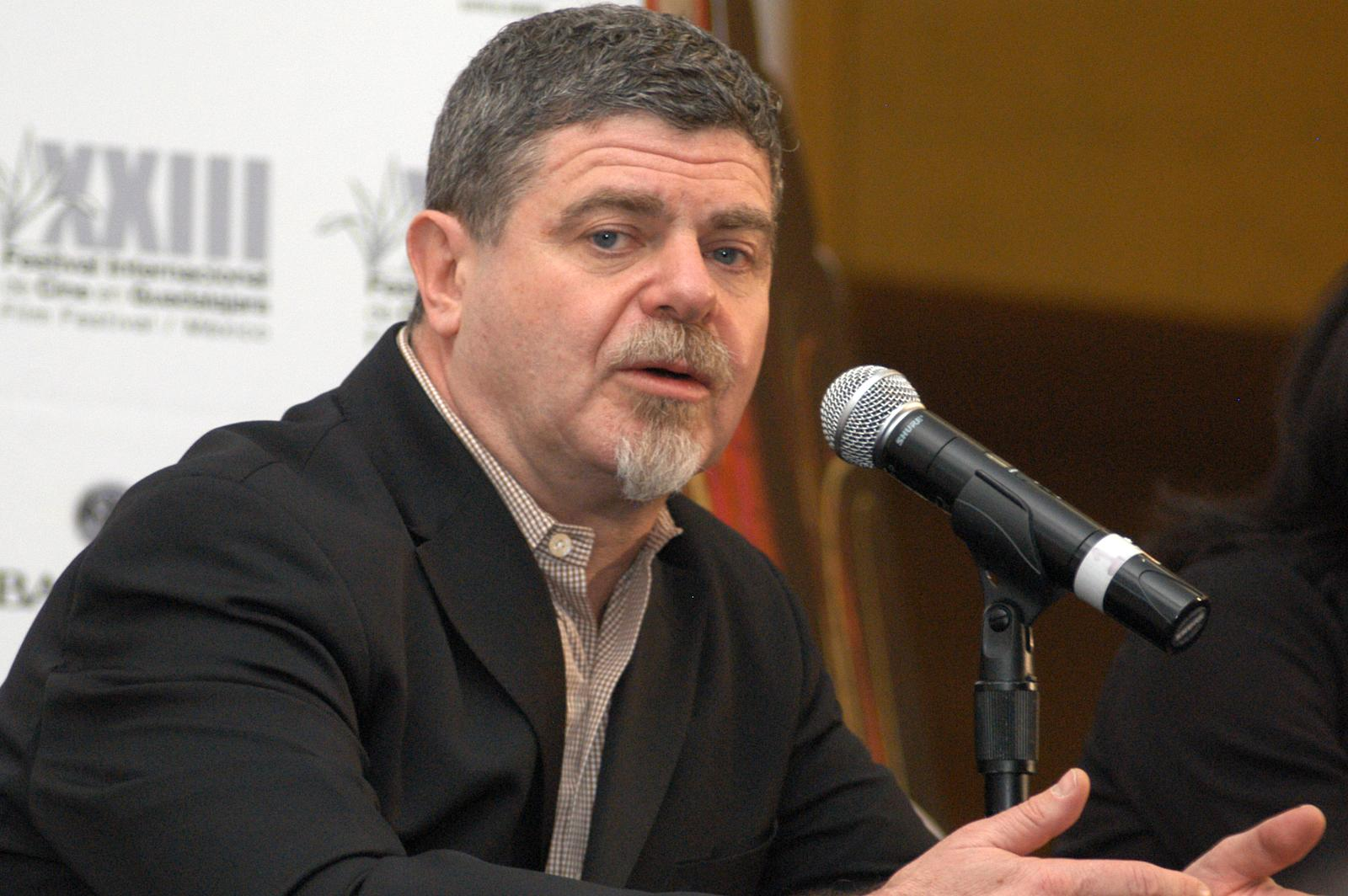
Gustavo Santaolalla soạn nhạc cho loạt phim

Gustavo Santaolalla và David Fleming soạn nhạc cho loạt phim, ông cho biết khán giả Latinh "sẽ nhận ra những điểm nhấn" trong âm nhạc của ông, và dựa trên kinh nghiệm của ông trong điện ảnh và truyền hình, khi đã sáng tác nhạc phim và một số bản nhạc cho Jane the Virgin (2014–2019) và Making a Murderer (2015–2018).
Tập 1 sử dụng các bài hát như "Tomorrow" của Avril Lavigne và "White Flag" của Dido để báo trước số phận của Sarah và tuyến nhân vật của Joel. Cảnh cuối cùng và phần ghi công có bài hát "Never Let Me Down Again" của Depeche Mode, mà Mazin đã chọn do sự pha trộn giữa âm thanh lạc quan và ca từ đen tối. Tập 3 sử dụng bài hát "Long, Long Time" của Linda Ronstadt, thể hiện chủ đề về tình yêu không trọn vẹn và cách thời gian chữa lành vết thương, và minh họa mối tình giữa Bill và Frank. Lượt nghe bài hát đã tăng lên đáng kể sau khi tập phát sóng; một số cửa hàng đã so sánh nó với sự hồi sinh  của "Running Up That Hill" của Kate Bush năm 2022 sau khi được sử dụng trong mùa 4 của Stranger Things. Tên tập 4 đề cập đến lời bài hát "Alone and Forsaken" của Hank Williams, được sử dụng trong tập phim và trò chơi gốc. Tập 7 sử dụng bài hát "All or None" của Pearl Jam để thể hiện sự cô đơn vàl lo lắng của Ellie và sử dụng lại phiên bản "I Got You Babe" của Etta James từ The Last of Us: Left Behind khi Druckmann cảm thấy lời bài hát lãng mạn của nó bị che khuất bởi âm nhạc vui tươi phản ánh cảm xúc của Ellie và Riley.

### Hậu kỳ
Bộ phim được biên tập bởi Timothy A. Good và Emily Mendez;  Mark Hartzell biên tập tập 2. Sau khi Mazin thực hiện bộ phim Chernobyl, Good bày tỏ mong muốn được cộng tác; hai người đã là bạn trong một thời gian. Một người khác đã được tuyển dụng cho dự án nhưng đã rời đi do xung đột lịch trình; Good tham gia bộ phim sau khi hoàn thành mùa 3 của Học viện Umbrella.  Mendez, trợ lý biên tập của Good, làm đồng biên tập trong 4 tập, bắt đầu từ tập 5. Good đã chọn không chơi trò chơi và để những tờ nhật báo hướng dẫn bản năng tình cảm của mình; Mendez, một người hâm mộ trò chơi, và Mazin đã cung cấp cho anh ấy thông tin chi tiết khi cần thiết. Mendez được giao nhiệm vụ thiết kế âm thanh tạm thời, sử dụng thư viện của riêng cô ấy và các hiệu ứng âm thanh từ trò chơi. Good đã sử dụng nhạc nền của Santaolalla trong trò chơi làm nhạc tạm thời trong quá trình chỉnh sửa và nhận thấy nó ảnh hưởng đến quyết định của anh.
Mùa phim có trung bình khoảng 250 cảnh quay hiệu ứng hình ảnh mỗi tập. Xưởng hiệu ứng hình ảnh DNEG, do Alex Wang giám sát, đã tham khảo ý kiến của các chuyên gia ý tưởng của Naughty Dog khi tạo ra phần bị nhiễm. Nhóm hiệu ứng hình ảnh đã sử dụng các video timelapse về sự phát triển của Đông trùng hạ thảo làm tài liệu tham khảo cho các hình ảnh động bị nhiễm bệnh. 16 nhóm hiệu ứng hình ảnh đã làm việc với phân cảnh hành động trong tập 5, có khoảng 350 đến 400 cảnh quay hiệu ứng hình ảnh. Wētā FX đã tạo ra hiệu ứng hình ảnh của những người bị nhiễm bệnh, 50 đến 70 người bị nhiễm bệnh đã được thêm vào nhóm thông qua hiệu ứng hình ảnh. Nhóm hiệu ứng hình ảnh làm cho người phồng to cao hơn và tạo thêm nét cơ bắp, còn zombie clicker nhỉ được thắt bím tóc và thêm chi tiết trên khuôn mặt để nhấn mạnh các đặc điểm trẻ con của nó.

## Đón nhận, đánh giá & lượt xem

### Đón nhận & đánh giá chuyên môn
Trên trang tổng hợp đánh giá Rotten Tomatoes, bộ phim có tỷ lệ ủng hộ 97% dựa trên 160 bài đánh giá, với điểm trung bình là 8,75/10. Các nhận xét chung cho biết "Giữ lại những khía cạnh gây nghiện nhất của trò chơi gốc được yêu thích trong khi đào sâu hơn vào câu chuyện, The Last of Us là chương trình truyền hình đáng xem được xếp hạng trong số các phim chuyển thể từ trò chơi điện tử hay nhất mọi thời đại." Metacritic ghi nhận điểm trung bình là 84/100 dựa trên 41 bài đánh giá, ghi nhận "sự hoan nghênh toàn cầu" từ người xem.  Một số nhà phê bình coi đây là tác phẩm chuyển thể từ trò chơi điện tử người thật đóng hay nhất,  cây viết Mark Delaney của GameSpot cho biết phim "giống như sự khởi đầu của một kỷ nguyên mới" cho thể loại này. Cây viết Gene Park của tờ Washington Post nhận xét bộ phim thành công nhờ phát triển câu chuyện sát với nguyên tác. Trò chơi từng gây sốt khi phát hành, bán 1,3 triệu bản trong tuần đầu: "Bí quyết thành công của The Last of Us là nó khiến bạn cảm thấy như đang xem một series về xác sống. Tuy nhiên, bản chất kịch bản tập trung vào khâu phát triển nhân vật và kể một câu chuyện giàu cảm xúc".. Cây viết Ed Power của Daily Telegraph nhận xét: "Tôi bàng hoàng sau khi chơi xong game gốc, không biết nên khóc hay gào thét. Cảm xúc tàn khốc và gay cấn tôi từng trải qua được giữ nguyên khi HBO mang câu chuyện đó lên màn ảnh". Nhà phê bình phim Sabrina Barr của Metro nói: "Cái kết tàn bạo đến kinh ngạc sẽ còn khắc ghi trong tâm trí người xem".

### Lượt xem
Tập 1 đã có 4,7 triệu người xem tại Hoa Kỳ trong ngày ra mắt, bao gồm cả người xem truyền hình và trên HBO Max, trở thành tập đầu tiên có lượng người xem lớn thứ 2 của HBO kể từ năm 2010, sau Gia Tộc Rồng.  Con số đó tăng lên hơn 10 triệu người xem sau 2 ngày, 18 triệu sau một tuần, và 22 triệu trong vòng 12 ngày. Ở Mỹ Latinh, buổi ra mắt loạt phim này trên HBO Max là sự kiện lớn nhất từ trước đến nay. Tập 2 có 5,7 triệu người xem trong đêm đầu tiên, tăng 22% so với tuần trước, mức tăng trưởng lượng người xem trong tuần thứ 2 lớn nhất đối với một bộ phim truyền hình dài tập gốc của HBO trong lịch sử kênh. Đến ngày 31 tháng 1, 2 tập đầu tiên đạt trung bình 21,3 triệu người xem. Tập 3 có 6,4 triệu người xem trong đêm đầu tiên, tăng 12%, còn tập 4 có 7,5 triệu người xem, tăng thêm 17% và tăng 60% so với tập đầu tiên.  Từ ngày 30 tháng 1 đến ngày 5 tháng 2, bộ phim đã được phát trực tuyến trong 1,19 tỷ phút, đứng thứ 4 trong tuần. HBO đã không công bố số liệu cập nhật về lượng người xem kể từ tập 4.
Từ ngày 16 đến 22 tháng 1, bộ phim đã được phát trực tuyến trong 837 triệu phút, đứng thứ 6 trong tuần và vượt xa 2 tập đầu tiên của Gia Tộc Rồng trong cùng khoảng thời gian, bộ phim duy trì vị trí thứ 6 với 877 triệu trong tuần tiếp theo.  Tập 9 nhận 88% trên Rotten Tomatoes, 9.1 điểm trên IMDb.
Tại Vương quốc Anh, các phiên bản trò chơi điện tử đã tăng doanh thu sau buổi ra mắt: The Last of Us Remastered tăng 322% so với tuần trước và The Last of Us Part I tăng 238%, kết quả là cả hai đều trở lại bảng xếp hạng. Tuần tiếp theo, Part I tăng thêm 32% và Remastered tăng 27% doanh thu .

## Giải thưởng và đề cử
Bộ phim được đề cử cho 6 giải thưởng tại MTV Movie & TV Awards 2023, và đoạt 3 giải thưởng: Chương trình hay nhất, Anh hùng xuất sắc nhất cho Pedro Pascal và Bộ đôi xuất sắc nhất cho Pascal và Ramsey.
| Năm  | Giải thưởng           | Hạng mục                     | Đề cử                                       | Kết quả   |
| ---- | --------------------- | ---------------------------- | ------------------------------------------- | --------- |
| 2023 | MTV Movie & TV Awards | Chương trình hay nhất        | The Last of Us                              | Đoạt giải |
| 2023 | MTV Movie & TV Awards | Anh hùng xuất sắc nhất       | Pedro Pascal                                | Đoạt giải |
| 2023 | MTV Movie & TV Awards | Nụ hôn đẹp nhất              | Anna Torv và Philip Prajoux                 | Đề cử     |
| 2023 | MTV Movie & TV Awards | Thể hiện xuất sắc            | Bella Ramsey                                | Đề cử     |
| 2023 | MTV Movie & TV Awards | Bộ đôi xuất sắc nhất         | Pedro Pascal và Bella Ramsey                | Đoạt giải |
| 2023 | MTV Movie & TV Awards | Khoảnh khắc âm nhạc hay nhất | "Long, Long Time" (Bill & Frank chơi Piano) | Đề cử     |